# Скандальный дневник
«Сканда́льный дневни́к» (англ. Notes on a Scandal — досл. «Заметки о скандале») — британский психологический драматический триллер 2006 года, шестой полнометражный фильм, снятый Ричардом Эйром и спродюсированный Робертом Фоксом и Скоттом Рудином. Адаптированный по роману Зои Хеллер 2003 года, сценарий был написан Патриком Марбером. В фильме снимались Джуди Денч, Кейт Бланшетт и Билл Найи, а в центре внимания — одинокая учительница-ветеран, которая раскрывает незаконную связь своей коллеги-учительницы с несовершеннолетним учеником.
Фильм получил положительные отзывы критиков, причём игра Денч и Бланшетт получила широкое признание критиков, а сценарий Марбера был особенно высоко оценен. Фильм также стал крупным коммерческим успехом в прокате, собрав 50,6 млн долларов по всему миру. Фильм вышел в американский ограниченный прокат 25 декабря 2006 года, а в широкий прокат - 26 января 2007 года. Премьера фильма в Великобритании состоялась 2 февраля 2007 года.
Фильм Скандальный дневник принёс Денч и Бланшетт номинации на лучшую женскую роль и лучшую женскую роль второго плана соответственно на различных церемониях, включая премии «Оскар», «Выбор критиков», «Золотой глобус», «Премию Гильдии киноактёров США» и номинацию на премию BAFTA (только Денч). Адаптированный сценарий Марбера также получил номинации на премии BAFTA, «Золотой глобус» и «Оскар» — последний из которых также номинировал музыку Филипа Гласса.

## Сюжет
Барбара Коветт — учитель истории в общеобразовательной школе в Лондоне. Она никогда не была замужем и приближается к пенсионному возрасту. Барбара пользуется дурной славой среди учеников и коллег-учителей, которых она презирает. Её единственным утешением является дневник. Когда к коллективу присоединяется новая учительница рисования Шиба Харт, Барбара сразу же испытывает к ней влечение, и между ними завязывается дружба. В случае с Барбарой эта дружба быстро превращается в увлечение и одержимость. Шиба замужем за Ричардом, который намного старше её, и только что вернулась к работе, 10 лет посвятив себя своему сыну с синдромом Дауна.
В школе Барбара становится невольной свидетельницей секса Шибы с 15-летним учеником по имени Стивен Коннолли. Когда Барбара сталкивается с ней, Шиба рассказывает все подробности своей связи с мальчиком, но просит Барбару не сообщать об этом администрации школы до Рождества, так как она хочет провести праздник со своей семьей. Барбара утверждает, что не собирается сообщать о ней, если Шиба немедленно прекратит отношения, но Барбара тайно планирует использовать эту связь как средство манипулирования Шибой. Во время рождественских каникул Барбара навещает свою сестру, которая спрашивает ее о другой молодой учительнице, с которой дружила Барбара. Барбара сухо отвечает, что молодая учительница уехала. Сестра Барбары спрашивает, есть ли у нее другие «друзья» женского пола, явно намекая, что Барбара лесбиянка ; Барбара настаивает, что понятия не имеет, о чем говорит её сестра.
Шиба говорит Стивену, что их роман окончен, но не может перестать с ним видеться. Однако, когда она отказывается уступать растущим требованиям Барбары к её времени и вниманию, Барбара раскрывает секрет застенчивому мужчине-учителю, которого  привлекает Шиба. Учитель сообщает об этом родителям ученика и руководству и школы. После того, как роман становится достоянием общественности, директор обвиняет Барбару в том, что она знала об этом романе и не уведомила администрацию. Он также узнает, что бывшая учительница школы, молодая женщина, о которой Барбара упоминала на Рождество, оформила судебный запрет против Барбары за преследование её и её жениха. Шибу увольняют, а Барбару директор заставляет досрочно уйти на пенсию.
Муж Шибы просит ёе съехать из их дома, поэтому она переезжает в дом Барбары, не подозревая, что Барбара подставили её, и полагая, что Стивен признался в романе с учительницей своей матери. Когда Шиба находит дневник Барбары и узнает, что именно Барбара слила историю романа, она сталкивается с Барбарой и в гневе бьет ее. Начинается ссора, и Шиба выбегает на улицу к толпе репортеров и фотографов. Барбара спасает её из окружения.
Эмоции Шибы утихли, она говорит Барбаре, что позвала её на обед из симпатии, и что они могли бы дружить. Барбара отвечает: «Мне нужно больше, чем друг». Шиба уходит от Барбары, оставив её дневник на журнальном столе, и возвращается к мужу. Шибу приговаривают к 10 месяцам тюрьмы.
В парке Барбара встречает молодую женщину, которая читает газетную статью о деле Шибы Харт. Барбара говорит, что была знакома с Шибой и преподавала вместе с ней в школе. Барбара представляется, приглашает другую женщину на концерт классической музыки, и пара продолжает разговор.

## В ролях
| В ролях         |  | Персонаж        |
| --------------- |  | --------------- |
| Джуди Денч      |  | Барбара Коветт  |
| Кейт Бланшетт   |  | Шиба Харт       |
| Билл Найи       |  | Ричард Харт     |
| Эндрю Симпсон   |  | Стивен Коннолли |
| Эдриан Скарборо |  | Мартин          |
| Джулия Маккензи |  | Марджори        |
| Джуно Темпл     |  | Полли Харт      |
| Джоанна Скэнлэн |  | Сью Ходж        |

## Награды
Фильм получил следующие награды:
| Награды                                           | Награды | Награды                             | Награды                        | Награды                  |
| ------------------------------------------------- | ------- | ----------------------------------- | ------------------------------ | ------------------------ |
| Фестиваль / Премия                                | Год     | Награда                             | Категория                      | Победитель               |
| Берлинский кинофестиваль                          | 2007    | «Тедди» (приз зрительских симпатий) |                                | Ричард Эйр               |
| British Independent Film Awards                   | 2007    | British Independent Film Award      | Лучшая актриса Лучший сценарий | Джуди Денч Патрик Марбер |
| Dallas-Fort Worth Film Critics Association Awards | 2006    | DFWFCA Award                        | Best Supporting Actress        | Кейт Бланшетт            |
| Evening Standard British Film Awards              | 2007    | Evening Standard British Film Award | Лучшая актриса                 | Джуди Денч               |
| Florida Film Critics Circle Awards                | 2006    | FFCC Award                          | Best Supporting Actress        | Кейт Бланшетт            |
| Phoenix Film Critics Society Awards               | 2006    | PFCS Award                          | Best Supporting Actress        | Кейт Бланшетт            |
| Sant Jordi Awards                                 | 2008    | Sant Jordi                          | Лучшая иностранная актриса     | Кейт Бланшетт            |
| Toronto Film Critics Association Awards           | 2006    | TFCA Award                          | Best Supporting Actress        | Кейт Бланшетт            |
| Vancouver Film Critics Circle                     | 2007    | VFCC Award                          | Best Supporting Actress        | Кейт Бланшетт            |

## Мнение о фильме автора книги
Хеллер высказалась, что многие сюжетные линии книги утеряны в фильме, он прямолинеен, часть сюжетов преувеличена и сильно отличается от книги. Замечания, которые дала Хеллер к сценарию фильма, проигнорировали. Барбара показана с лесбийскими наклонностями, хотя по книге она просто хотела общения хоть с кем-нибудь и не искала интимных отношений. Барбара в фильме показана ужасной женщиной, злодеем, а по книге она просто жалуется на своё бедственное положение женщины среднего возраста, которая не замечена ни мужчинами, ни женщинами. У неё нет статуса замужней женщины и матери, что её очень удручает. Хеллер не очень довольна счастливым концом фильма. Единственный плюс, который есть в фильме, и которого нет в книге, это великолепные пейзажи.

## Критика
Фильм был в целом хорошо принят как публикой, так и критиками: рейтинг одобрения на сайте Rotten Tomatos составил 87%. Картина также получила хорошую прессу: в частности, хвалебной рецензией отметилась британская газета The Guardian.